# Guanmenshan Shuiku (reservoar i Kina, Liaoning, lat 41,12, long 124,14)
Guanmenshan Shuiku är en reservoar i Kina. Den ligger i provinsen Liaoning, i den nordöstra delen av landet, omkring 98 kilometer sydost om provinshuvudstaden Shenyang. I omgivningarna runt Guanmenshan Shuiku växer i huvudsak blandskog.
Genomsnittlig årsnederbörd är 1 193 millimeter. Den regnigaste månaden är juli, med i genomsnitt 316 mm nederbörd, och den torraste är januari, med 11 mm nederbörd.